# قرص واحدي

الشكل في الأعلى: قرص واحدي مفتوح

في الرياضيات، القرص الواحدي المفتوح حول نقطة P في المستوي، هو المحل الهندسي لنقاط المستوي التي يكون بعدها عن النقطة P أقل من 1.
{\displaystyle D_{1}(P)=\{Q:\vert P-Q\vert <1\}.\,}
كما يعرف القرص الواحدي المغلق، على أنه المحل الهندسي لنقاط المستوي التي يكون بعدها عن نقطة P أقل أو يساوي 1.
{\displaystyle {\bar {D}}_{1}(P)=\{Q:|P-Q|\leq 1\}.\,}